# وین اسپرینگز (تنسی)
وین اسپرینگز (به انگلیسی: Winn Springs) یک منطقهٔ مسکونی در ایالات متحده آمریکا است که در شهرستان هاردین، تنسی واقع شده‌است. وین اسپرینگز ۱۶۸٫۸۶ متر بالاتر از سطح دریا واقع شده‌است.